# Lưu trữ dữ liệu

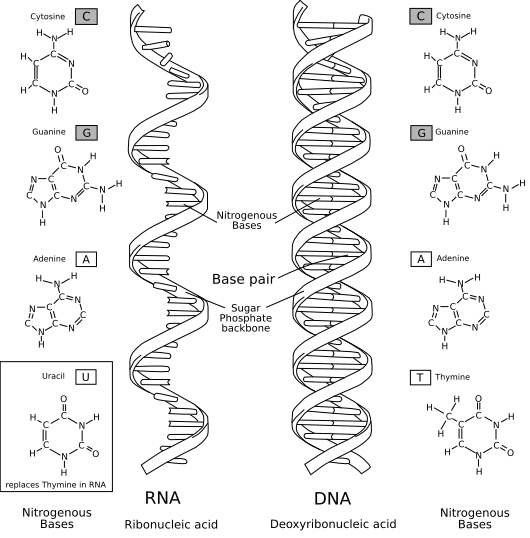
RNA là một phương tiện lưu trữ trong sinh học.

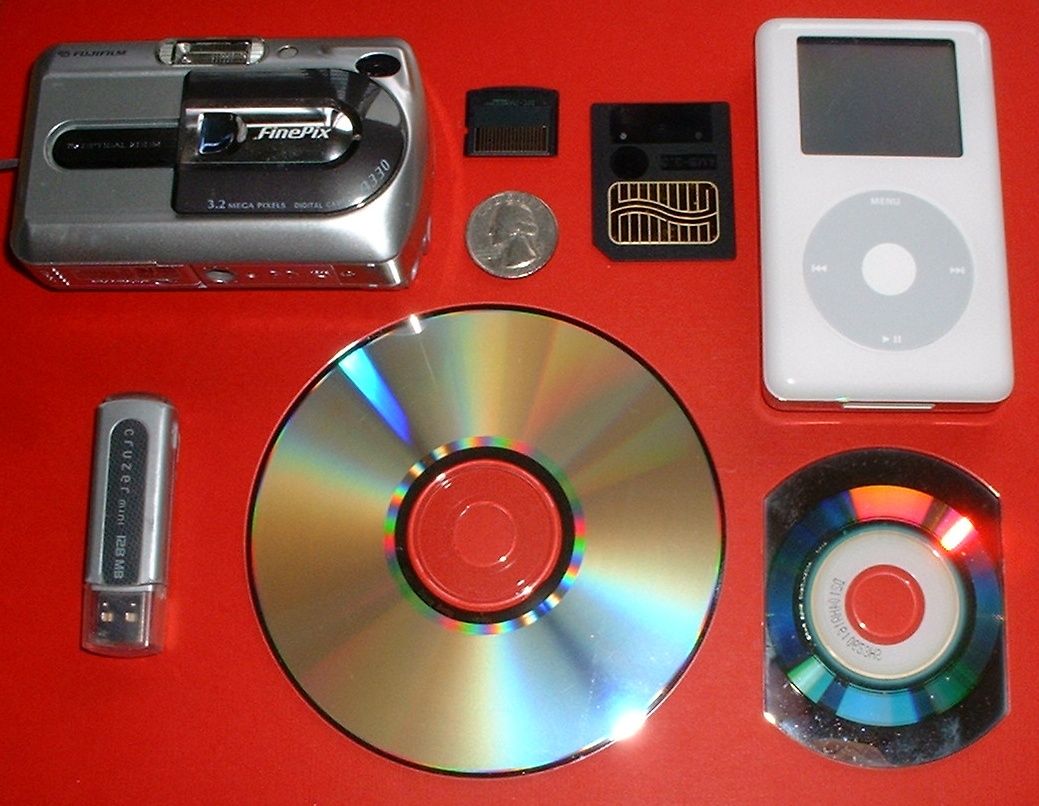
Các thiết bị lưu trữ điện tử khác nhau

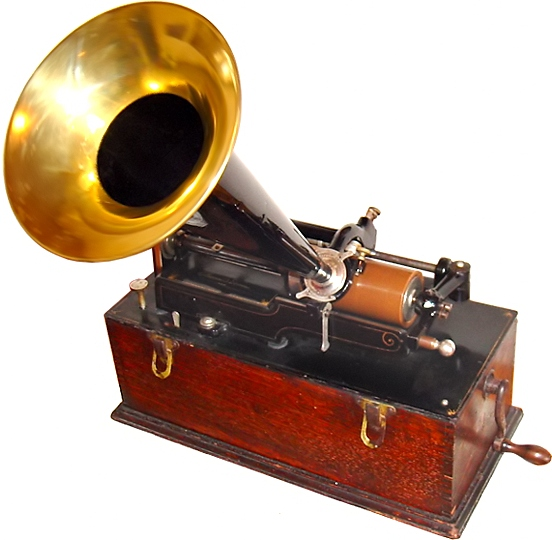
Máy ghi âm xi lanh Edison, khoảng năm 1899. Các xi lanh ghi âm là một phương tiện lưu trữ. Máy ghi âm có thể được coi là một thiết bị lưu trữ, đặc biệt là khi các máy thuộc loại cổ điển này có thể ghi trên các hình trụ trống.

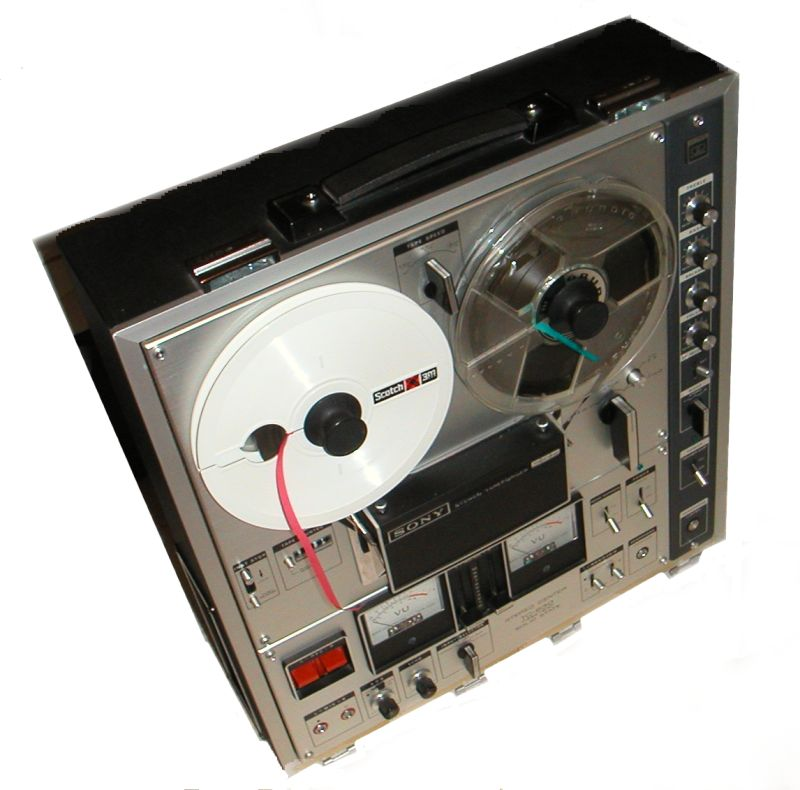
Trên máy ghi băng từ reel-to-reel (Sony TC-630), máy ghi âm là thiết bị lưu trữ dữ liệu và băng từ là phương tiện lưu trữ dữ liệu.

Lưu trữ dữ liệu là việc ghi (lưu trữ) thông tin (dữ liệu) trong một phương tiện lưu trữ. DNA và RNA, chữ viết tay, đĩa than, băng từ và đĩa quang là các ví dụ về phương tiện lưu trữ. Ghi âm được thực hiện bởi hầu như bất kỳ dạng năng lượng. Lưu trữ dữ liệu điện tử đòi hỏi năng lượng điện để lưu trữ và truy xuất dữ liệu.
Lưu trữ dữ liệu trong một phương tiện kỹ thuật số, có thể đọc bằng máy đôi khi được gọi là dữ liệu kỹ thuật số. Lưu trữ dữ liệu máy tính là một trong những chức năng cốt lõi của máy tính có mục đích chung. Tài liệu điện tử có thể được lưu trữ trong không gian ít hơn nhiều so với tài liệu giấy. Mã vạch và nhận dạng ký tự mực từ (MICR) là hai cách ghi dữ liệu máy có thể đọc được.

## Phương tiện ghi lại
Một phương tiện ghi là một vật liệu vật lý chứa thông tin. Thông tin mới được tạo được phân phối và có thể được lưu trữ trong bốn phương tiện lưu trữ, in, phim, từ tính và quang học và được nhìn thấy hoặc nghe thấy trong bốn luồng thông tin điện thoại, đài phát thanh và TV, và Internet  cũng như được quan sát trực tiếp. Thông tin kỹ thuật số được lưu trữ trên phương tiện điện tử ở nhiều định dạng ghi lại khác nhau.

## Năng lực toàn cầu, số hóa và các xu hướng
Báo cáo của UC Berkeley năm 2003 ước tính rằng khoảng 5 exabyte thông tin mới được tạo ra vào năm 2002 và 92% dữ liệu này được lưu trữ trên các ổ đĩa cứng. Lượng dữ liệu này gấp khoảng hai lần dữ liệu được tạo ra vào năm 2000. Lượng dữ liệu được truyền qua các hệ thống viễn thông trong năm 2002 là gần 18 exabyte, gấp ba lần rưỡi so với ghi nhận trên bộ lưu trữ không bay hơi. Các cuộc gọi điện thoại chiếm 98% thông tin của Liên lạc trong năm 2002. Ước tính cao nhất của các nhà nghiên cứu về tốc độ tăng trưởng của thông tin mới được lưu trữ (không nén) là hơn 30% mỗi năm.
Ước tính rằng năm 2002 là khởi đầu của kỷ nguyên số của việc lưu trữ thông tin: thời đại lưu trữ nhiều thông tin trên các thiết bị lưu trữ kỹ thuật số hơn trên các thiết bị lưu trữ analog. Năm 1986, khoảng 1% khả năng lưu trữ thông tin của thế giới ở định dạng kỹ thuật số; con số này tăng lên 3% vào năm 1993, lên 25% vào năm 2000 và lên 97% vào năm 2007. Những con số này tương ứng với ít hơn ba exabyte được nén vào năm 1986 và 295 exabyte được nén vào năm 2007. Số lượng thông tin lưu trữ kỹ thuật số tăng gấp đôi khoảng ba năm một lần.
Trong một nghiên cứu hạn chế hơn, Tập đoàn Dữ liệu Quốc tế ước tính rằng tổng lượng dữ liệu kỹ thuật số trong năm 2007 là 281 exabyte và tổng số lượng dữ liệu kỹ thuật số được sản xuất lần đầu tiên vượt quá dung lượng lưu trữ toàn cầu.
Một nghiên cứu được công bố vào năm 2011 ước tính rằng khả năng công nghệ của thế giới trong việc lưu trữ thông tin trong các thiết bị tương tự và kỹ thuật số đã tăng từ ít hơn ba exabyte (được nén tối ưu) vào năm 1986, lên 295 exabyte vào năm 2007, và tăng gấp đôi cứ sau ba năm.